# Slovar slovanskih starožitnosti
Slovar slovanskih starožitnosti: enciklopedični opis slovanske kulture od najdavnejših časov (poljsko: Słownik starożytności słowiańskich: encyklopedyczny zarys kultury Słowian od czasów najdawniejszych) je poljski slovar v osmih zvezkih o široki temi slovanske kulture do konca XII. stoletja. Projekt slovarja se naredili poljski slavisti že pred drugo svetovno vojno, ampak je takrat izšel šele poskusni zvezek (1934). Po vojni je slovar prevzela Komisija za slovanske znanosti Poljske akademije umetnosti, kasneje po 1952 pa Inštitut Zahodni.
Prvi zvezek slovarja je izšel leta 1961, zadnji pa leta 1996. leta. Uredniki Slovarja so bili Władysław Kowalenko, Gerard Labuda in Tadeusz Lehr-Spławiński. Urednik in pisec člankov o umetnosti Slovanov je bil Slovenec Vojeslav Mole.

## Zvezki
- Z. 1 : A-E.
  - [Del 1] : A-B. - 1961.
  - [Del 2] : C-E. - 1962.
- Z. 2 : F-K.
  - [Del 1] : F-H. - 1964.
  - [Del 2] : I-K. - 1965.
- Z. 3 : L-O.
  - [Del 1] : L-M. - 1967.
  - [Del 2] : N-O. - 1968.
- Z. 4 : P-R / Pod uredništvom Gerarda Labudy in Zdzisława Stiebera.
  - [Del 1] : P. - 1970.
  - [Del 2] : Q-R. - 1972.
- Z. 5 : S-Ś. - 1975.
- Z. 6 : T-W. 
  - [Del 1] : T-U. - 1977.
  - [Del 2] : V-W. - 1980.
- Z. 7 : Y-Ż i suplementy
  - [Del 1] : Y-Ż. - 1982.
  - [Del 2] : Suplement A-C. - 1986.
- Z. 8 : Suplementy [A-Ż] in indeksi / Pod uredništvom Antoniego Gąsiorowskiego, Gerarda Labudy in Andrzeja Wędzkiego.
  - [Del 1] : D-J. - 1991.
  - [Del 2] : Suplement A-Ż in indeksi - 1996.

## Ostali slovarji
Imensko podoben slovar so izdali Rusi pod imenom  Slovanske starožitnosti.